# Plectris lindneri
Plectris lindneri är en skalbaggsart som beskrevs av Frey 1967. Plectris lindneri ingår i släktet Plectris och familjen Melolonthidae. Inga underarter finns listade i Catalogue of Life.